# Фел
Фел (њем. Vöhl) општина је у њемачкој савезној држави Хесен. Једно је од 22 општинска средишта округа Валдек-Франкенберг. Према процјени из 2010. у општини је живјело 6.134 становника. Посједује регионалну шифру (AGS) 6635019.

## Географски и демографски подаци
Фел се налази у савезној држави Хесен у округу Валдек-Франкенберг. Општина се налази на надморској висини од 302 метра. Површина општине износи 98,8 km². У самом мјесту је, према процјени из 2010. године, живјело 6.134 становника. Просјечна густина становништва износи 62 становника/km².

## Међународна сарадња
| Мјесто | Држава    | Врста сарадње | Од    |
| ------ | --------- | ------------- | ----- |
|        | Француска | контакт       | 1985. |
| Извор  |           |               |       |